# Arthur Cecil Alport

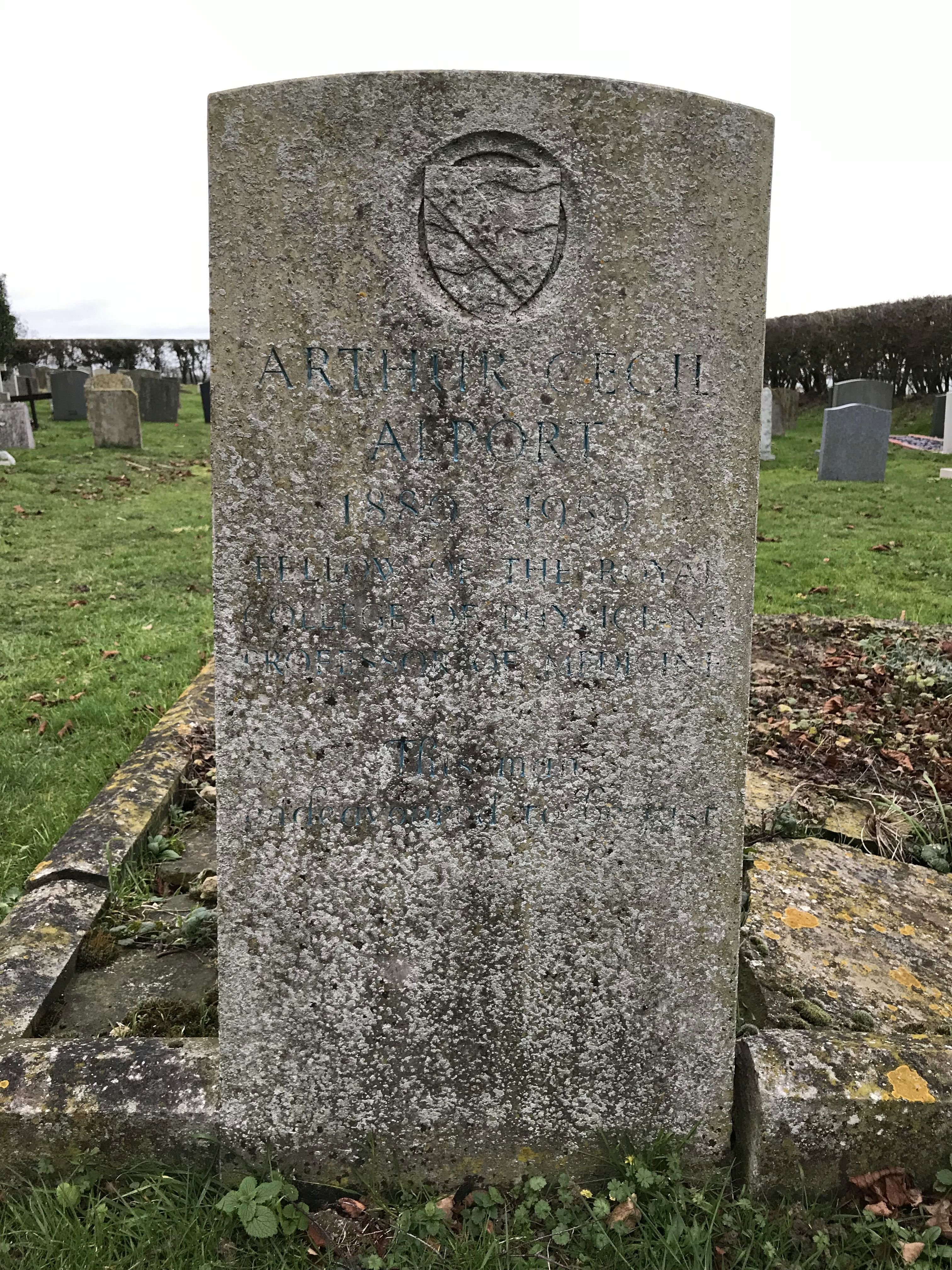
Túmulo de Arthur Cecil Alport

Arthur Cecil Alport (Beaufort West, 25 de janeiro de 1880 - Londres, 17 de abril de 1959) foi um médico sul-africano. Foi o primeiro a identificar a síndrome de Alport, que recebeu seu nome.